# SFOR

Oznaka SFOR. Jeden napis w alfabecie łacińskim a drugi w cyrylicy

SFOR (ang. NATO’s Stabilisation Force – Siły Stabilizacyjne NATO) – wojskowa grupa międzynarodowa rozlokowana w Bośni i Hercegowinie, której przewodziło NATO. Zasadniczym celem SFOR było utrzymanie porozumienia z Dayton.
SFOR działało w ramach operacji Operation Joint Guard (21 grudnia 1996 – 19 czerwca 1998) i Operation Joint Forge (20 czerwca 1998 – 2 grudnia 2004). Obecnie misję utrzymywania pokoju w tym rejonie pełnią wojska EUFOR w ramach misji Althea.

## Uczestniczące państwa NATO
Belgia • Dania • Francja • Grecja • Hiszpania • Holandia • Islandia• Kanada • Niemcy • Norwegia • Polska (od 1996) • Portugalia • USA • Turcja • Wielka Brytania • Włochy

## Państwa spoza NATO
Australia • Albania • Austria • Argentyna • Bułgaria • Estonia • Finlandia • Irlandia • Litwa • Łotwa • Malezja • Maroko • Rosja • Rumunia • Słowacja • Słowenia • Szwecja • Ukraina • Węgry

## Dowódcy SFOR (na okres 1 roku)
- gen. William Crouch
- gen. Eric Shinseki
- gen. Montgomery Meigs
- gen. Ronald Adams
- gen. Michael Dodson
- gen. John Sylvester
- gen. William E. Ward
- gen. Virgil Packett